# 切膚之歌
《切膚之歌》（英語：The Cut）是2014年由法提·阿金執導的電影作品，講述亚美尼亚种族大屠杀倖存者的故事。本片獲選為第71屆威尼斯影展正式競賽片。

## 劇情
1915年，年輕鐵匠拿撒勒（Nazaret Manoogian）被土耳其士兵強行自家中押走，被迫擔任建造巴格達鐵路的奴工，一路上看盡殘酷悲劇；建造任務完成後，這群奴工被強逼改信土耳其人信仰的伊斯兰教，否則就要處死，拿撒勒幸運躲過死劫，只有刀刃在他頸上留下刀傷，失去聲音的他得知自己的雙胞胎女兒還活在這個世界上，說什麼他都要踏上尋女之旅。

## 外部連結
- 互联网电影数据库（IMDb）上《切膚之歌》的资料（英文）
- Yahoo奇摩電影上《切膚之歌》的資料（繁體中文）